# Agulla mineralensis
Agulla mineralensis és una espècie extinta de rafidiòpter de la família Raphidiidae, del gènere Agulla. L'espècie és coneguda únicament des del Miocè mitjà, etapa bartoviana tardana, lloc de la unió del Pacífic al grup Stewart Valley, al comtat de Mineral, Nevada.

## Història i classificació
Agulla mineralensis només se'l coneix a partir d'un fòssil, l'holotip, l'espècimen número 539. L'espècimen es compon d'un exemplar complet d'una ala posterior aïllada que es conserva com a compressió fòssil en esquistos de paper sedimentaris. El fòssil es va recuperar dels afloraments del grup de pissarres de Stewart Valley al lloc de la Pacific Union, localitat BLM núm. 26-30-09-335, al comtat de Mineral, Nevada, EUA. A. mineralensis va ser estudiat per primera vegada per Michael S. Engel de la Universitat de Kansas, Lawrence, Kansas, EUA. La seva descripció tipus de la nova espècie del 2009 es va publicar a la revista Transactions of the Kansas Academy of Science. Engel va encunyar l'epítet específic mineralensis en honor del comtat de Mineral, Nevada, on es va trobar l'espècie. En el moment de la descripció de l'espècie, Agulla mineralensis era l'únic membre de l'ordre Raphidioptera que es trobava en dipòsits fòssils d'edat neògena d'Amèrica del Nord.

## Descripció
L'espècimen solitari d'Agulla mineralensis té una llargada aproximada de 10,9 mm i una amplada màxima de 3,8 mm. La presència de diverses venes M i Cu diferents a la secció molt basal de l'ala indica que l'ala és una ala posterior. L'ala és aparentment hialina en coloració amb un lleuger enfosquiment de la zona pterostigma. L'espai subcostal és aproximadament la meitat de l'amplada de la secció conservada de l'espai costal. La vena M notablement llarga abans de la separació en venes MP i MA a A. mineralensis distingeix l'espècie d'altres de la família Raphidiidae terciaris amb ales posteriors descrites. Mentre que el pterostigma allargat és similar a les espècies extingides Raphidia mortua i Raphidia funerata, la llargada de la vena M i menys ramificació de les venes properes a la punta de les ales les separen de A. mineralensis.